# R 8 (sommergibile Italia)
L'R 8 è stato un sommergibile della Regia Marina.

## Storia
Appartenente alla classe R, al momento dell'annuncio dell'armistizio si trovava ancora in costruzione.
Catturato dai tedeschi, fu ridenominato U. IT. 5. Dato che la Kriegsmarine necessitava di grossi sommergibili da trasporto, la costruzione proseguì, ma con grande lentezza, causa la carenza di materiali.
Entro fine 1943, in ogni caso, si giunse al varo.
Il 25 maggio 1944, nel corso di un pesante bombardamento aereo alleato, sui cantieri di Monfalcone, fu colpito subendo danni.
Il 1º maggio 1945 la sua autodistruzione fu ultimata dalle truppe tedesche ormai prossime alla resa: il sommergibile affondò nel porto.
Nel 1946 il relitto fu recuperato e demolito.